# Nederlandse kampioenschappen schaatsen afstanden 2016 - 10.000 meter mannen
De 10000 meter mannen op de Nederlandse kampioenschappen schaatsen afstanden 2016 werd op dinsdag 29 december 2015 in ijsstadion Thialf te Heerenveen verreden, waarbij 10 deelnemers startten.

## Uitslag
| #      | Schaatsster       | tijd     |
| ------ | ----------------- | -------- |
| Goud   | Sven Kramer       | 12.58,71 |
| Zilver | Erik Jan Kooiman  | 13.05,22 |
| Brons  | Bob de Vries      | 13.06,40 |
| 4      | Jouke Hoogeveen   | 13.09,50 |
| 5      | Arjan Stroetinga  | 13.09,68 |
| 6      | Mats Stoltenborg  | 13.20,22 |
| 7      | Douwe de Vries    | 13.21,56 |
| 8      | Frank Vreugdenhil | 13.50,45 |
|        | Bob de Jong       | DSQ      |
|        | Jorrit Bergsma    | DSQ      |

Uitslag op 
1987 · 
1988 · 
1989 · 
1990 · 
1991 · 
1992 · 
1993 · 
1994 · 
1995 · 
1996 · 
1997 · 
1998 · 
1999 · 
2000 · 
2001 · 
2002 · 
2003 · 
2004 · 
2005 · 
2006 · 
2007 · 
2008 · 
2009 · 
2010 · 
2011 · 
2012 · 
2013 · 
2014 · 
2015 · 
2016 · 
2017 · 
2018 · 
2019 · 
2020 · 
2021 · 
2022 · 
2023 · 
2024 · 
2025